# Archescraptia emarginata
Archescraptia emarginata là một loài bọ cánh cứng trong họ Scraptiidae. Loài này được Abdullah miêu tả khoa học năm 1964.